# Riley Nash
Riley Nash (* 9. Mai 1989 in Consort, Alberta) ist ein kanadischer Eishockeyspieler, der seit Juli 2023 bei den New York Rangers aus der National Hockey League (NHL) unter Vertrag steht und parallel für deren Farmteam, das Hartford Wolf Pack, in der American Hockey League zum Einsatz kommt. Zuvor verbrachte der Center sechs Jahre in der Organisation der Carolina Hurricanes und lief für die Boston Bruins, Columbus Blue Jackets, Toronto Maple Leafs, Winnipeg Jets, Tampa Bay Lightning und Arizona Coyotes auf.

## Karriere

### Jugend

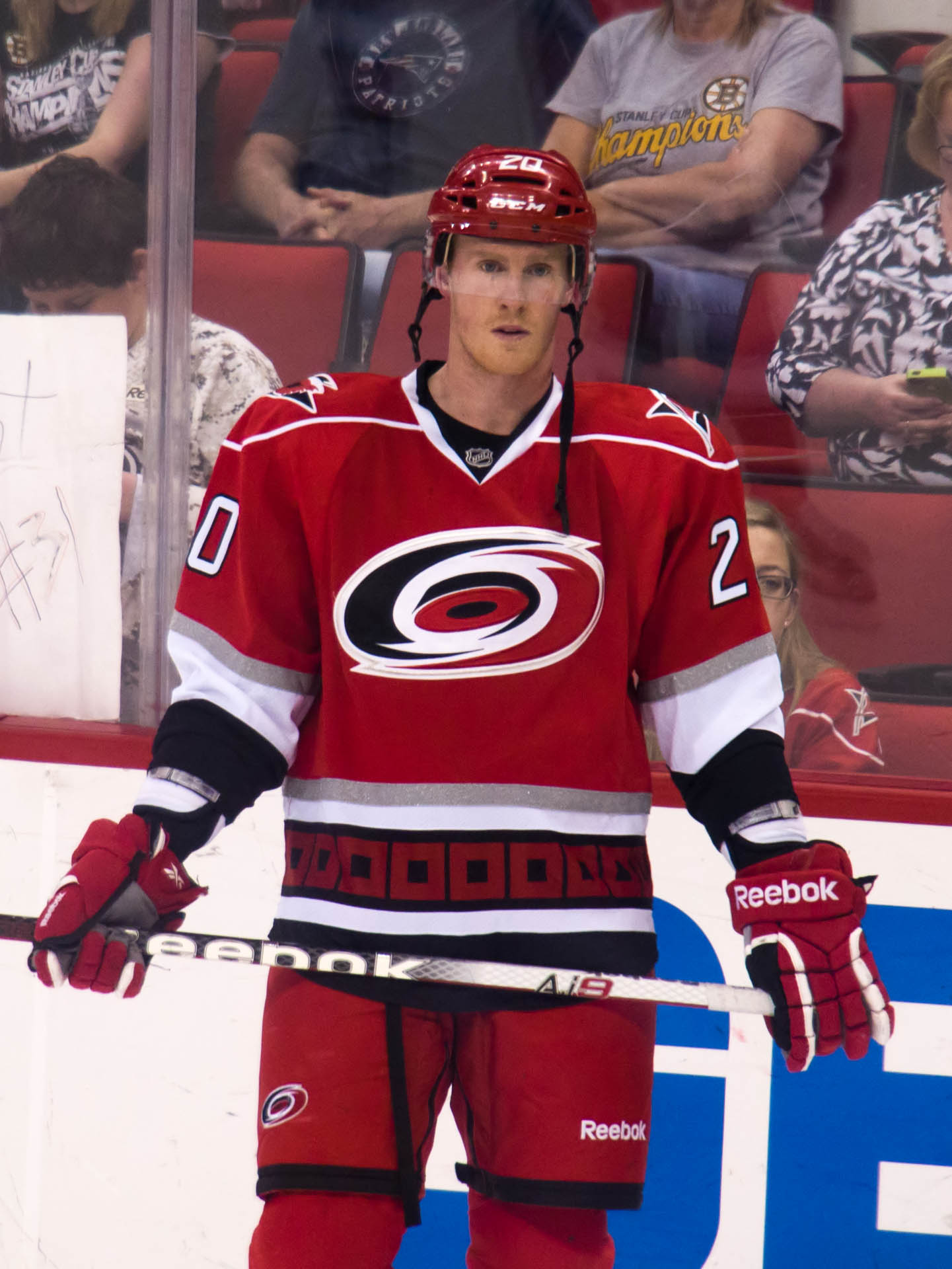
Nash im Trikot der Hurricanes (2013)

Riley Nash wurde in Consort geboren, zog jedoch noch bevor er das erste Lebensjahr vollendete mit seiner Familie nach Kamloops, British Columbia. Im Juniorenbereich spielte er für die in Kamloops ansässigen Thompson Blazers. Während seiner letzten Saison bei den Blazers (2005/06) nahm er an der World U-17 Hockey Challenge 2006 mit dem Team Canada Pacific teil und erreichte dort den vierten Platz. Noch vor dem Ende der Saison 2005/06 schloss sich Nash den Salmon Arm SilverBacks aus der British Columbia Hockey League an und nahm mit der Mannschaft an den anschließenden Play-offs teil. In der folgenden Spielzeit 2006/07 erzielte er in 55 Spielen 84 Scorerpunkte, woraufhin er zum wertvollsten Spieler des Teams sowie zum Rookie des Jahres der Interior Conference gewählt wurde. Mit diesen Leistungen sorgte er auch unter den Scouts für Aufmerksamkeit, sodass er im NHL Entry Draft 2007, obwohl vom Central Scouting Service nur an Position 64 eingeschätzt, von den Edmonton Oilers an 21. Position ausgewählt wurde.

### Cornell University
Nash entschied sich jedoch, nicht direkt in die Organisation der Oilers zu wechseln, sondern vorerst die Cornell University im Bundesstaat New York zu besuchen. Damit folgte er seinem Bruder Brendon, mit dem er bereits bei den SilverBacks zusammen gespielt hatte und der sich ein Jahr zuvor an der Cornell University eingeschrieben hatte. Bei den Big Red, dem Eishockeyteam der Universität, konnte Nash sich auf Anhieb durchsetzen und wurde nach seiner ersten Saison sowohl von der ECAC Hockey als auch von der Ivy League zum Rookie des Jahres gekürt. Nachdem er nach der zweiten Saison ins ECAC First All-Star Team gewählt worden war, gelang ihm mit der Mannschaft in der Saison 2009/10 der Gewinn der ECAC-Play-offs und damit der Gewinn des Whitelaw Cups. Zudem qualifizierte man sich damit für die Regionalausscheide zur Meisterschaft der NCAA, bei denen man allerdings bereits im ersten Spiel an der University of New Hampshire scheiterte.
Im Juni 2010 gaben die Edmonton Oilers ihre durch den Draft erhaltenen Vertragsrechte an Nash an die Carolina Hurricanes ab und erhielten im Gegenzug das 46. Wahlrecht für den NHL Entry Draft 2010. Nur wenige Wochen später unterzeichnete er einen Dreijahresvertrag bei den Hurricanes und verzichtete somit auf das vierte und letzte Jahr, das ihm an der Cornell University noch bevorgestanden hätte.

### NHL und AHL
Die Hurricanes gaben Nash vorerst an ihr Farmteam in der American Hockey League, die Charlotte Checkers, ab, um ihm Spielpraxis zu gewähren. Er verbrachte dort die gesamte Saison 2010/11 und drang mit dem Team in den Calder-Cup-Play-offs bis ins Conference-Finale vor, wo man jedoch von den Binghamton Senators mit einem Sweep eliminiert wurde. In der nächsten Saison kam er am 21. Dezember 2011 zu seinem Debüt in der National Hockey League, kam jedoch in der Folge nur auf fünf Einsätze für die Hurricanes und verbrachte die restliche Zeit wiederum in der AHL. Diese Quote steigerte er 2012/13 deutlich, als er 32 Einsätze in der NHL verbuchte, ehe er sich mit der Saison 2013/14 endgültig im NHL-Kader festspielte, auf 73 Spiele kam und nicht mehr in die AHL zurückgeschickt wurde.
Nach sechs Jahren in der Organisation der Hurricanes wurde sein nach der Saison 2015/16 auslaufender Vertrag nicht verlängert, sodass sich Nash im Juli 2016 als Free Agent den Boston Bruins anschloss. In gleicher Weise wechselte er im Juli 2018 zu den Columbus Blue Jackets. Diese gaben ihn im April 2021 im Tausch für ein konditionales Siebtrunden-Wahlrecht im NHL Entry Draft 2022 an die Toronto Maple Leafs ab. Da Nash, der zum Zeitpunkt des Tauschgeschäfts verletzt war, in den folgenden Playoffs über ein Viertel aller Spiele der Maple Leafs bestritt, wurde daraus ein Wahlrecht für die sechste Runde. Nach der Spielzeit schloss sich der Kanadier als Free Agent den Winnipeg Jets an, gelangte jedoch bereits im Dezember 2021 nach lediglich 15 Einsätzen für Winnipeg über den Waiver zu den Tampa Bay Lightning. Dort kam er bis Anfang Januar 2022 zu zehn Spielen, ehe er abermals über den Waiver das Team wechselte und die Arizona Coyotes sein neuer Arbeitgeber wurden. Diese wiederum transferierten ihn im März 2022 ohne weitere Gegenleistung (future considerations) zurück zu den Tampa Bay Lightning. In den anschließenden Playoffs 2022 erreichte er mit dem Team das Endspiel um den Stanley Cup – für Tampa nach bereits zwei Titeln das dritte in Folge – verpasste dabei jedoch den erneuten und für ihn ersten Erfolg durch eine 2:4-Niederlage gegen die Colorado Avalanche. Nach Saisonende wurde sein Vertrag im Sommer 2022 nicht verlängert, sodass er im September desselben Jahres einen Vertrag bei den Charlotte Checkers aus der AHL unterzeichnete. Nach einer Spielzeit in der AHL gelang ihm die Rückkehr in die NHL, indem ihn im Juli 2023 die New York Rangers als Free Agent verpflichteten.

## Erfolge und Auszeichnungen
| - 2007 BCHL Interior Conference Rookie of the Year - 2008 ECAC Rookie of the Year - 2008 Ivy League Rookie of the Year | - 2009 Whitelaw-Cup-Gewinn mit der Cornell University - 2009 ECAC First All-Star Team - 2023 Teilnahme am AHL All-Star Classic |

## Karrierestatistik

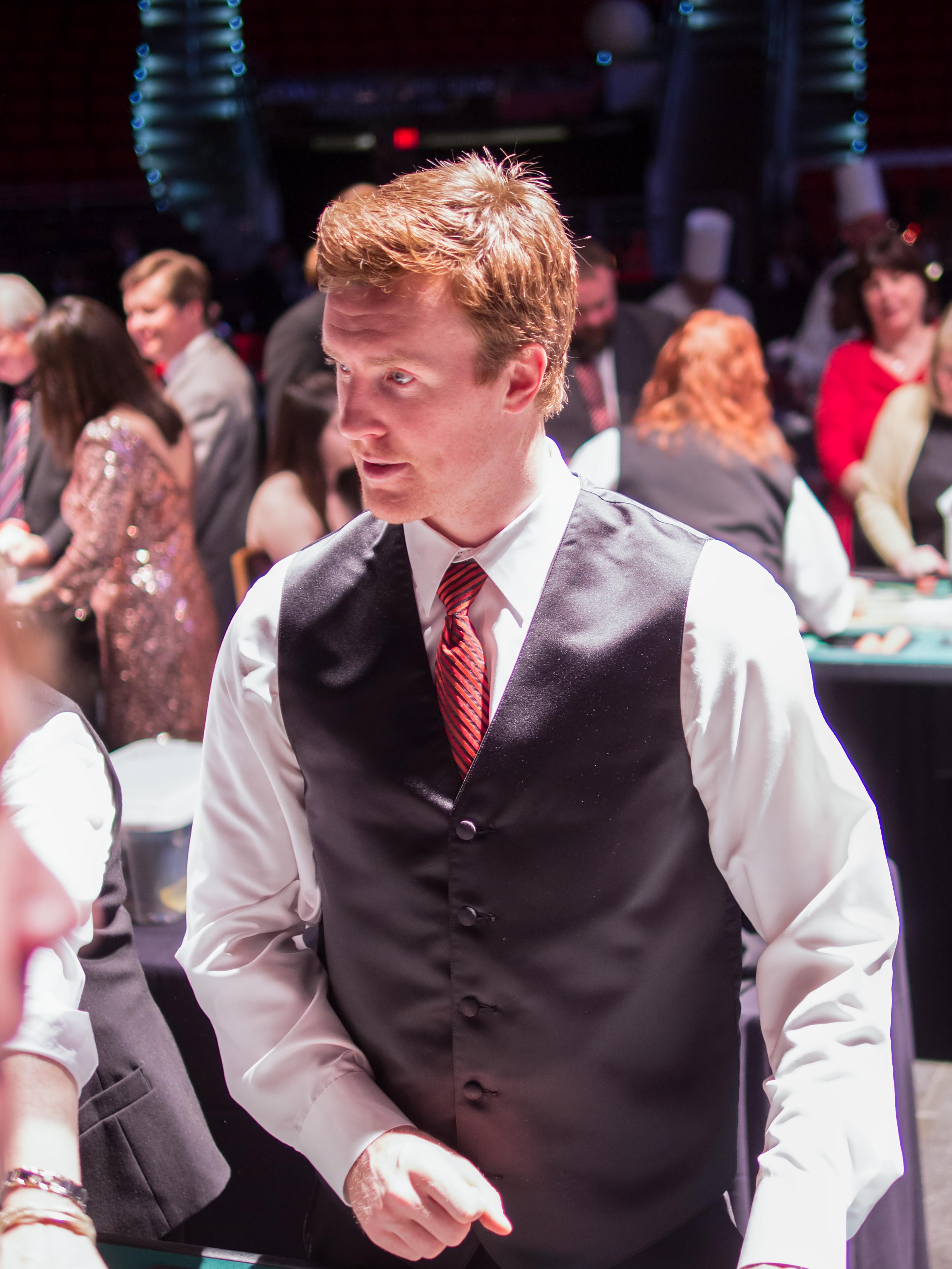
Nash bei einer Benefizveranstaltung der Carolina Hurricanes (2014)

Stand: Ende der Saison 2023/24
(Legende zur Spielerstatistik: Sp oder GP = absolvierte Spiele; T oder G = erzielte Tore; V oder A = erzielte Assists; Pkt oder Pts = erzielte Scorerpunkte; SM oder PIM = erhaltene Strafminuten; +/− = Plus/Minus-Bilanz; PP = erzielte Überzahltore; SH = erzielte Unterzahltore; GW = erzielte Siegtore; 1 Play-downs/Relegation; Kursiv: Statistik nicht vollständig)

## Persönliches
Riley Nash hat einen zwei Jahre älteren Bruder Brendon, der ebenfalls professioneller Eishockeyspieler ist, sowie zwei Schwestern.